# Vittoriosa Stars
Der Vittoriosa Stars Football Club ist ein Fußballverein aus dem maltesischen Vittoriosa.

## Geschichte
Der Verein wurde bereits 1906 gegründet und stieg in der Saison 2008/09 in die Maltese Premier League als Zweitplatzierter der Maltese First Division auf. Nach dem ersten Spieltag der Saison wurde das Team jedoch wegen Korruption durch Vereinsfunktionäre in die Maltese First Division strafversetzt, aus der in der Folge der sofortige Wiederaufstieg gelang. 2011 folgte dann der erneute Abstieg.